# Phyllogomphoides insignatus
Phyllogomphoides insignatus är en trollsländeart som beskrevs av Donnelly 1979. Phyllogomphoides insignatus ingår i släktet Phyllogomphoides och familjen flodtrollsländor. Inga underarter finns listade i Catalogue of Life.